# Fragmento de Palermo

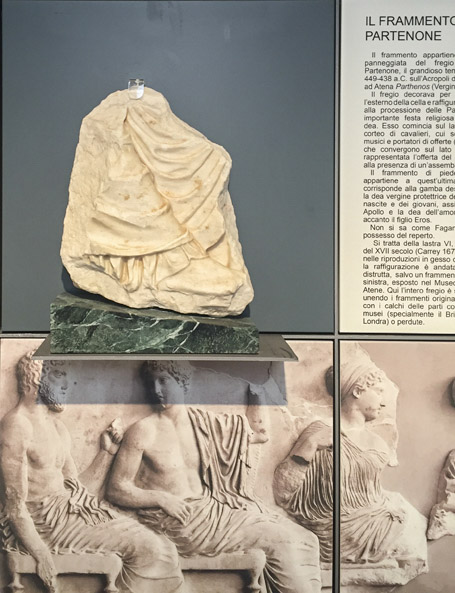
Fragmento de un friso del Partenón, conocido como fragmento de Palermo, en el Museo Arqueológico Regional Antonio Salinas de Palermo.

El fragmento de Palermo, también conocido como losa de Fagan por el nombre del artista y cónsul británico Robert Fagan que la poseía, es un fragmento de escultura de mármol de 2500 años de antigüedad del pie y el vestido de la antigua diosa griega Artemisa.
Fue sustraído por Lord Elgin del Partenón a principios del siglo XIX y entregado al cónsul británico en Sicilia en 1816. Durante los dos últimos siglos, el fragmento se había conservado en el Museo Arqueológico Regional Antonio Salinas de Palermo. Los 13 años de campaña de Grecia para la devolución del fragmento finalizaron el 24 de septiembre de 2008, cuando el presidente italiano Giorgio Napolitano entregó el fragmento a Atenas en préstamo temporal. Se preveía que esta medida reforzaría la petición de Grecia de que el Museo Británico devolviera los Mármoles de Elgin. En 2022, el fragmento fue devuelto definitivamente al Museo de la Acrópolis, donde se ha reunido con el resto del friso del Partenón.